# Facultad de Ciencias Jurídicas y Sociales de la Universidad de Talca

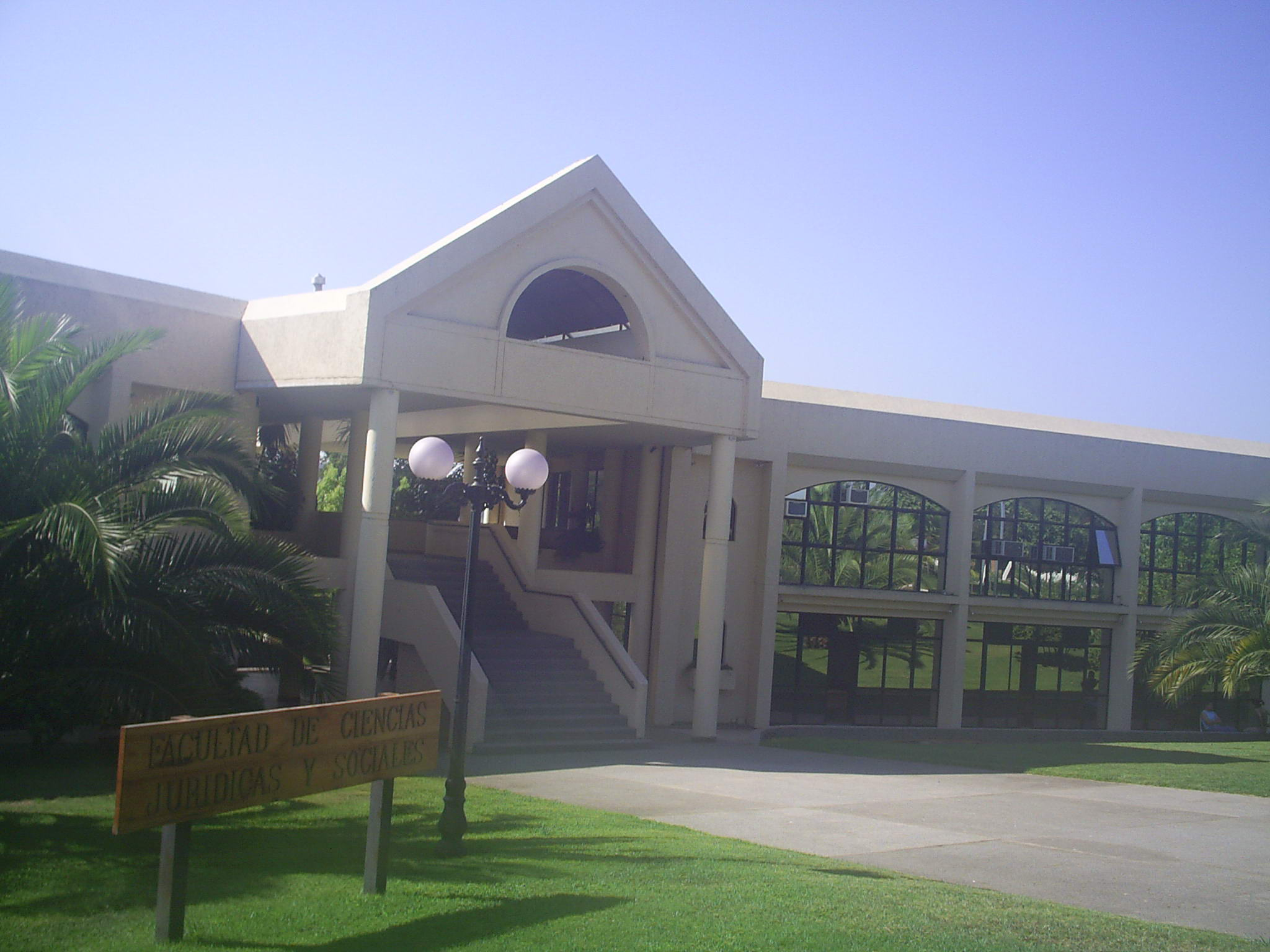
Sede de la Facultad de Cs. Jurídicas y Sociales de la UTAL.

La Facultad de Ciencias Jurídicas y Sociales de la Universidad de Talca es la facultad de Derecho y Administración pública de dicha casa de estudios chilena, ubicada en la ciudad de Talca, Región del Maule. Fue fundada el año 1992, cuenta con cuatro escuelas, dos en Talca y otras dos en Santiago, de Derecho y Administración pública y Ciencias políticas.
El edificio de la facultad está en el Campus Talca de la Universidad de Talca, además de ello, cuenta con dos sedes en Santiago una en Providencia, Santiago (fundada en 2003), donde funcionan el "Centro de Estudios Constitucionales" (CECOCH) y el "Centro de Estudios de Derecho Penal" y posgrado de especialización en derecho. Y otra abierta en 2012 ubicada en la comuna de San Joaquín, donde se imparte la carrera de derecho y funciona la Escuela de derecho de Santiago.
Se destaca por su frondosa investigación académica, lo que se refleja en publicaciones como Ius et Praxis (semestral), la Revista de Estudios Constitucionales y la revista electrónica Política Criminal (semestral).

## Decanos
Quienes han ejercido como decanos de esta facultad son:
| Nombre                    | Período       |
| ------------------------- | ------------- |
| Fernando Guzmán Zañartu   | 1992-1994     |
| Arturo Montes Larraín     | 1994-1995     |
| Javier Pinedo Castro      | 1995-1996     |
| Humberto Nogueira Alcalá  | 1996-2003     |
| Andrés Bernasconi Ramírez | 2003-2005     |
| Irene Rojas Miño          | 2005-2007     |
| Jorge Del Picó Rubio      | 2007-2014     |
| Diego Palomo Vélez        | 2014-2017     |
| Raúl Carnevali Rodríguez  | 2017-2020     |
| Rodrigo Palomo Vélez      | 2020-2023     |
| Iván Obando Camino        | 2023-presente |